# Cesate
Cesate (Cesáa in dialetto milanese) è un comune italiano di 14 353 abitanti della città metropolitana di Milano in Lombardia. 
Situato a 17 chilometri a nord-ovest dal centro del capoluogo lombardo, si trova a cavallo tra il Saronnese e il Bollatese. Fa parte della zona omogenea "Nord-Ovest" della Città metropolitana.

## Geografia fisica

### Territorio

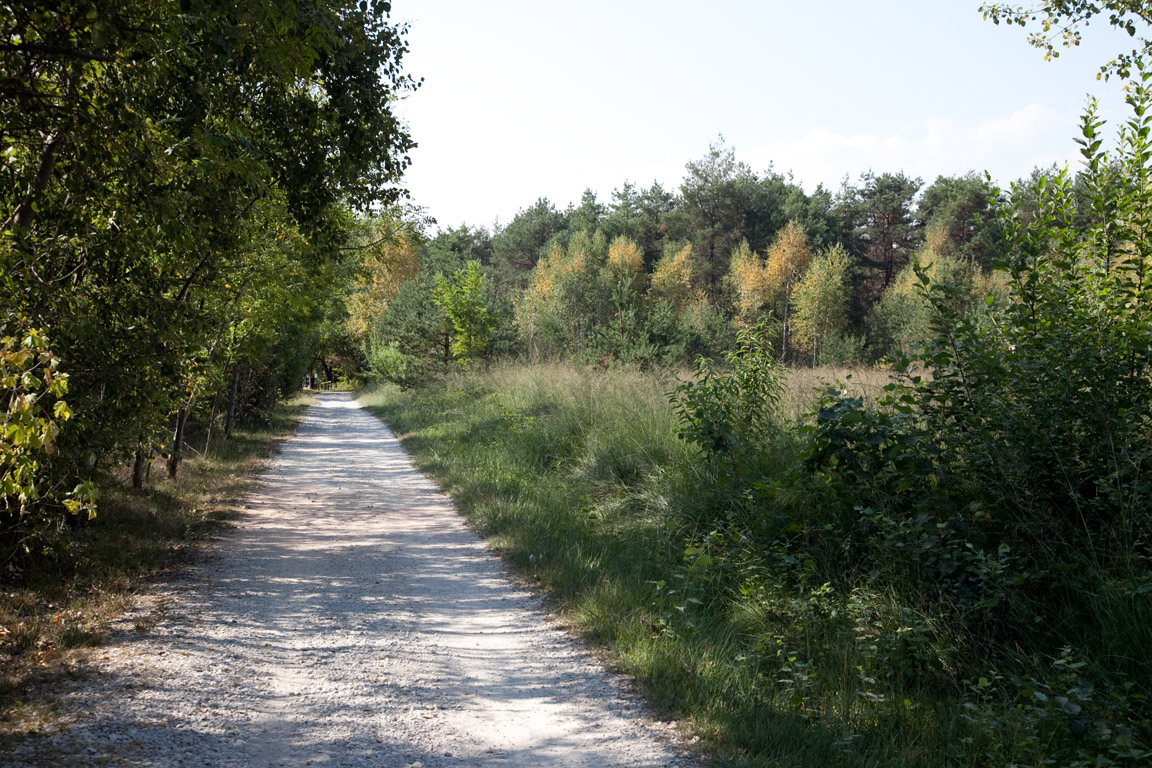
Sentiero all'interno della pineta di Cesate

Il comune è all'estremo nord della città metropolitana di Milano, al confine con le province di Varese a ovest e Monza e Brianza a est, e si trova tra le ex strade statali 233 Varesina e 527 Bustese. È situato nell'alta pianura padana nel territorio compreso tra i fiumi Olona e Seveso, tra la Brianza e l'Altomilanese.
Il territorio comunale è caratterizzato da un territorio pianeggiante ed è ricoperto per gran parte da boschi e brughiere. A est del centro abitato si estende la Pineta di Cesate, che per la sua peculiarità ecologica è stata individuata dall'Unione europea come sito di interesse comunitario e che è attualmente compresa nel Parco regionale delle Groane e della Brughiera briantea.

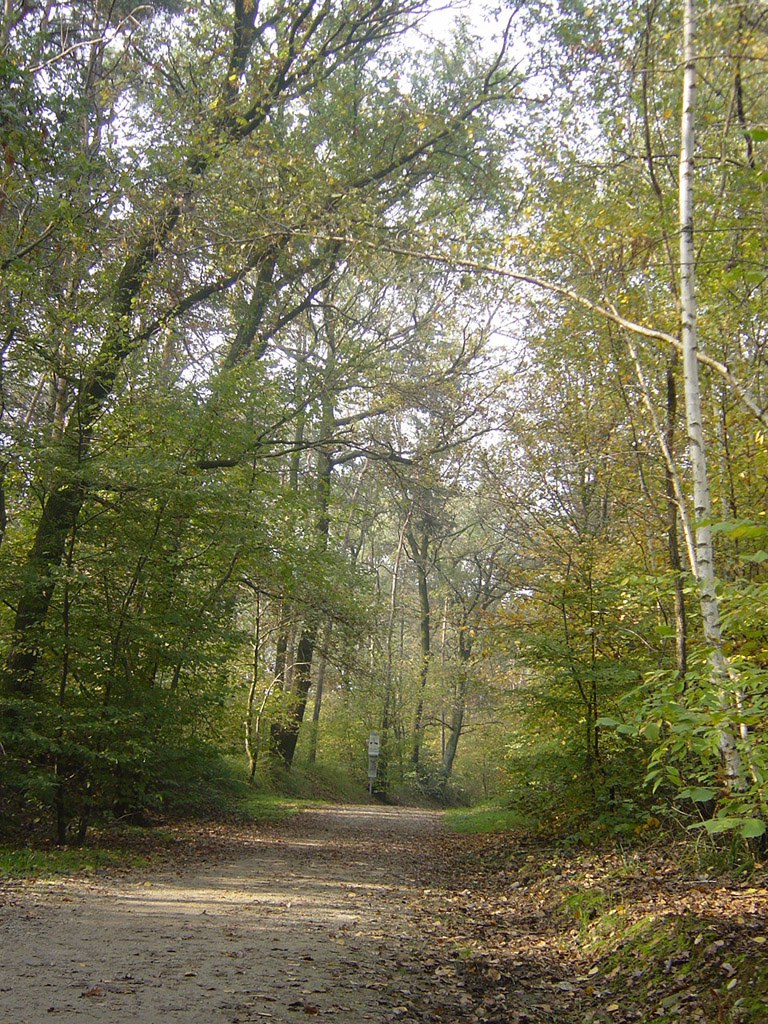
Parco delle Groane

Nel territorio comunale scorrono i torrenti Guisa e Nirone che, unendosi a Baranzate, danno origine al torrente Merlata (affluente dell'Olona).

## Origini del nome
L'antico nome del paese era Cixate come compare nel manoscritto Liber Notitiae Sanctorum Mediolani di Goffredo da Bussero. Nonostante siano state formulate diverse ipotesi, non è ancora certa l'etimologia del nome.
Il toponimo iniziò ad essere italianizzato in Cisate per poi evolversi in Cesate.
Negli Statuti delle acque e delle strade del contado di Milano fatti nel 1346 in cui Cesate viene elencata tra le località cui spetta la manutenzione della strata da Bolà (l'odierna statale Varesina) compare come el locho da Cisà

## Storia

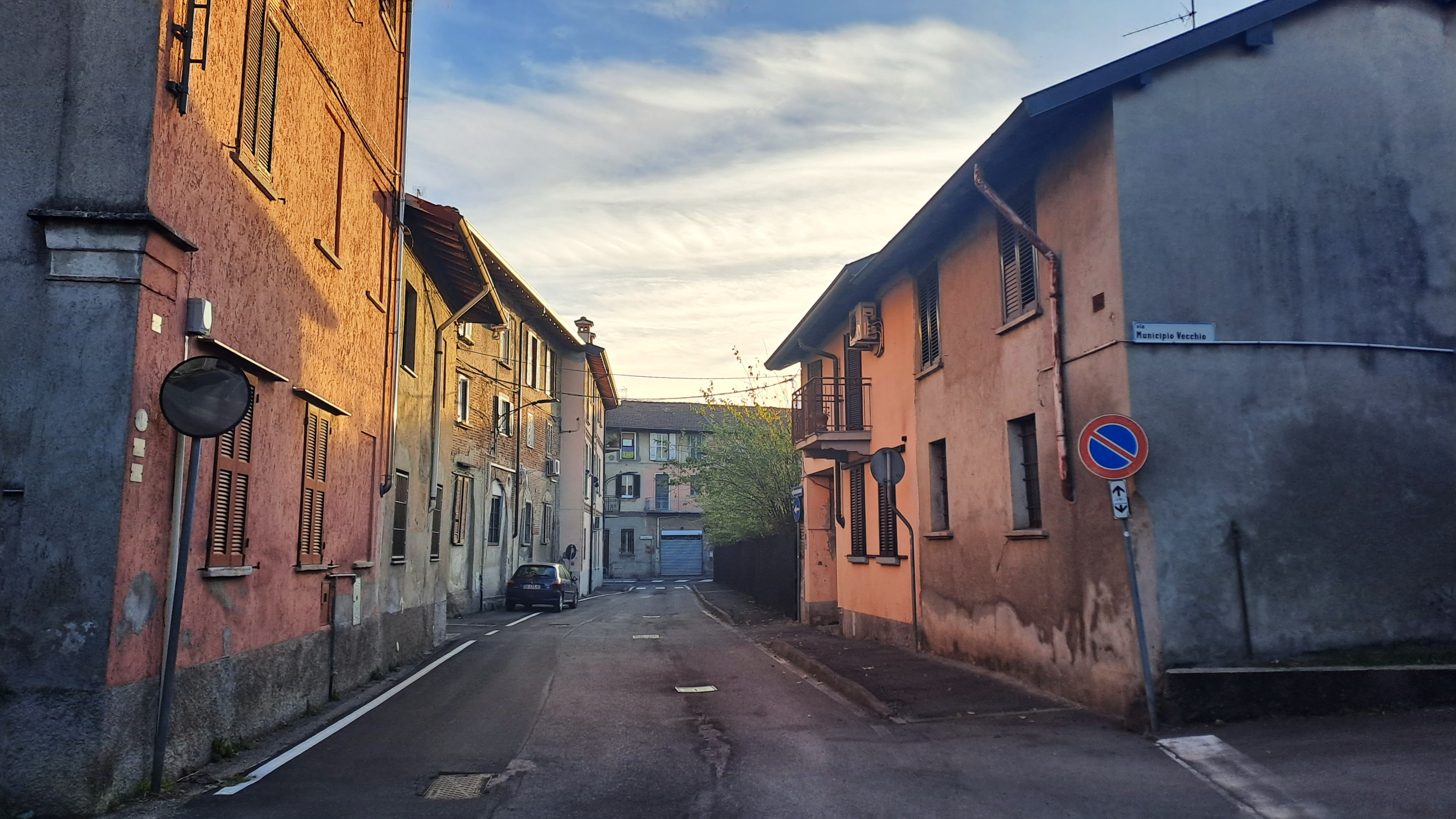
via Dante.

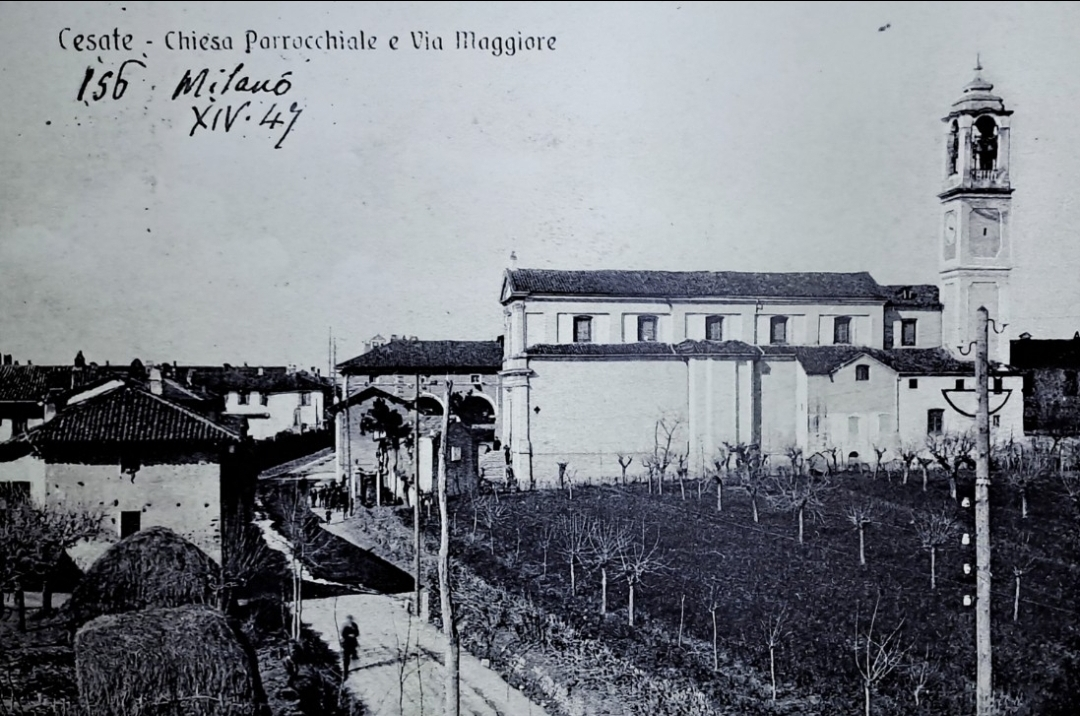
Via Maggiore (oggi via Carlo Romanò) agli inizi del secolo scorso.

La prima attestazione di Cesate è in un manoscritto del 1210: il Liber Notitiae Sanctorum Mediolani di Goffredo da Bussero, un elenco di informazioni sul territorio dell'Arcidiocesi di Milano. Nel manoscritto risulta che Cesate (che compare come Cixate) fosse sede di due o di tre edifici di culto.
All'epoca non era un comune autonomo ma era sotto la completa giurisdizione, religiosa e civile, di Bollate.
La tradizione vuole che nel 1159, durante la sua discesa in Italia per sconfiggere i comuni lombardi, l'imperatore Federico Barbarossa, accampato a Bollate presso il Cantun Sciatin, sia transitato per il paese e si sia seduto su una lastra di pietra chiamata panchetta, oggi conservata nella biblioteca civica. Nonostante il soggiorno dell'imperatore svevo a Bollate sia attestato (il bollatese apparteneva al conte della Martesana, ghibellino) non ci sono prove di questo suo transito a Cesate.
Tra il XV e il XVI secolo Cesate appartenne al contado di Desio, nell'ambito del Ducato di Milano. Dal 1500 al 1580 il contado fu infeudato alla famiglia Rho, per poi essere venduto alla famiglia spagnola dei Manriquez de Mendoza y Lara.
L'11 dicembre 1715 il conte di Desio Giovanni Manriquez de Mendoza vendette i centri abitati di Cesate e Pertusella al nobile Francesco Gozzi da Casalmaggiore. Il 9 ottobre 1735 l'imperatore Carlo VI d'Asburgo li elevò a marchesato, il Gozzi divenne quindi il primo marchese di Cesate e Pertusella.

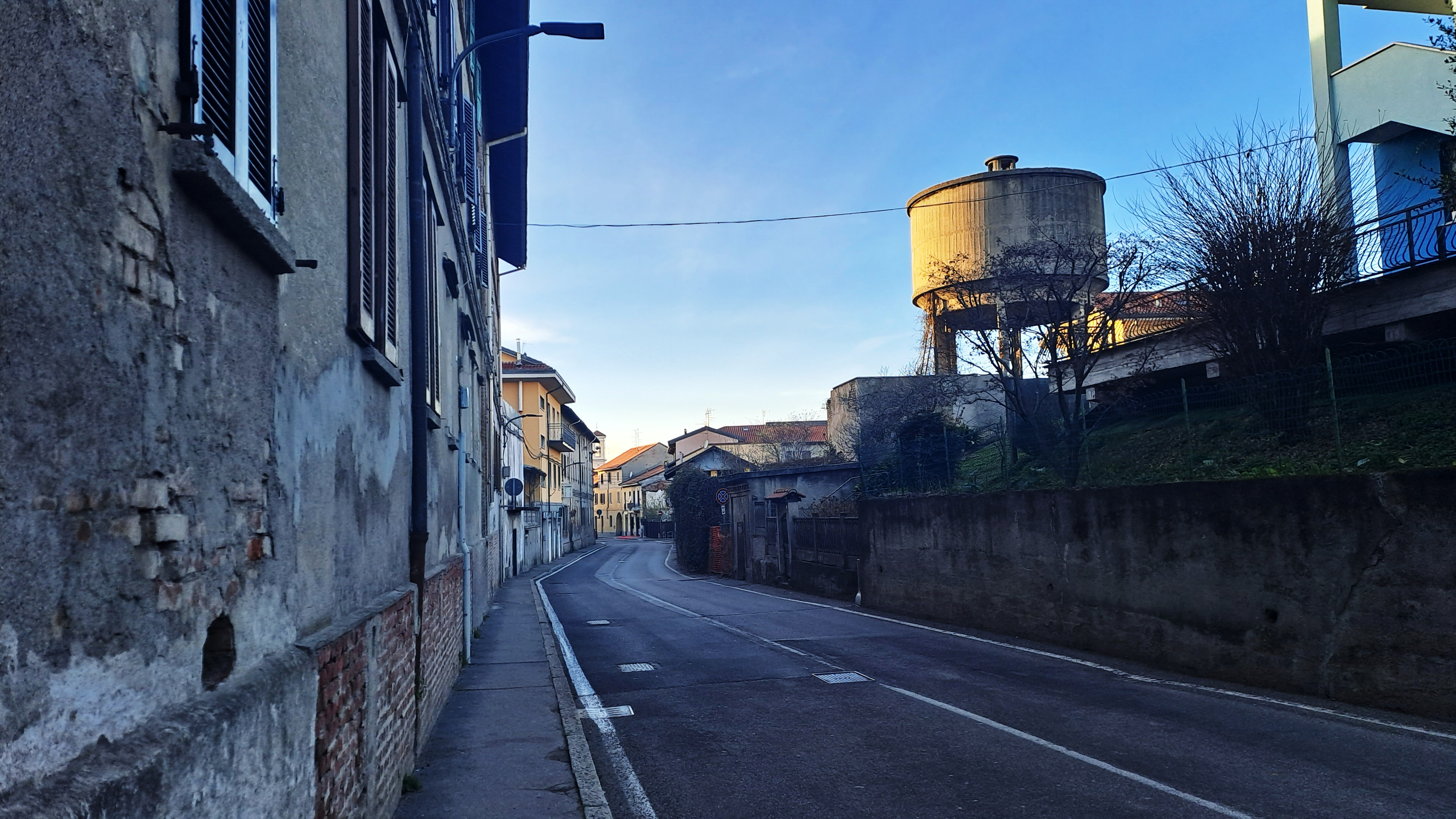
via dei Martiri.

Con l'occupazione francese della Lombardia nel 1797 i feudi furono soppressi e sostituiti dai distretti, organizzati in dipartimenti secondo il modello francese. Il comune di Cesate faceva allora parte del distretto di Bollate nel Dipartimento d'Olona.
Nel 1809, nell'ambito della riorganizzazione amministrativa del Regno italico, il comune di Cesate venne soppresso e aggregato a quello di Garbagnate Milanese (assieme ad Arese e a Castellazzo) con regio decreto di Napoleone.
Cesate riacquistò la sua autonomia nel 1815 con il Regno Lombardo-Veneto.
Nel 1908  il conte di Verbania Alessandro Poss aprì l'omonimo cotonificio a Cesate, trasformando l'economia cittadina da prettamente agricola a industriale. 

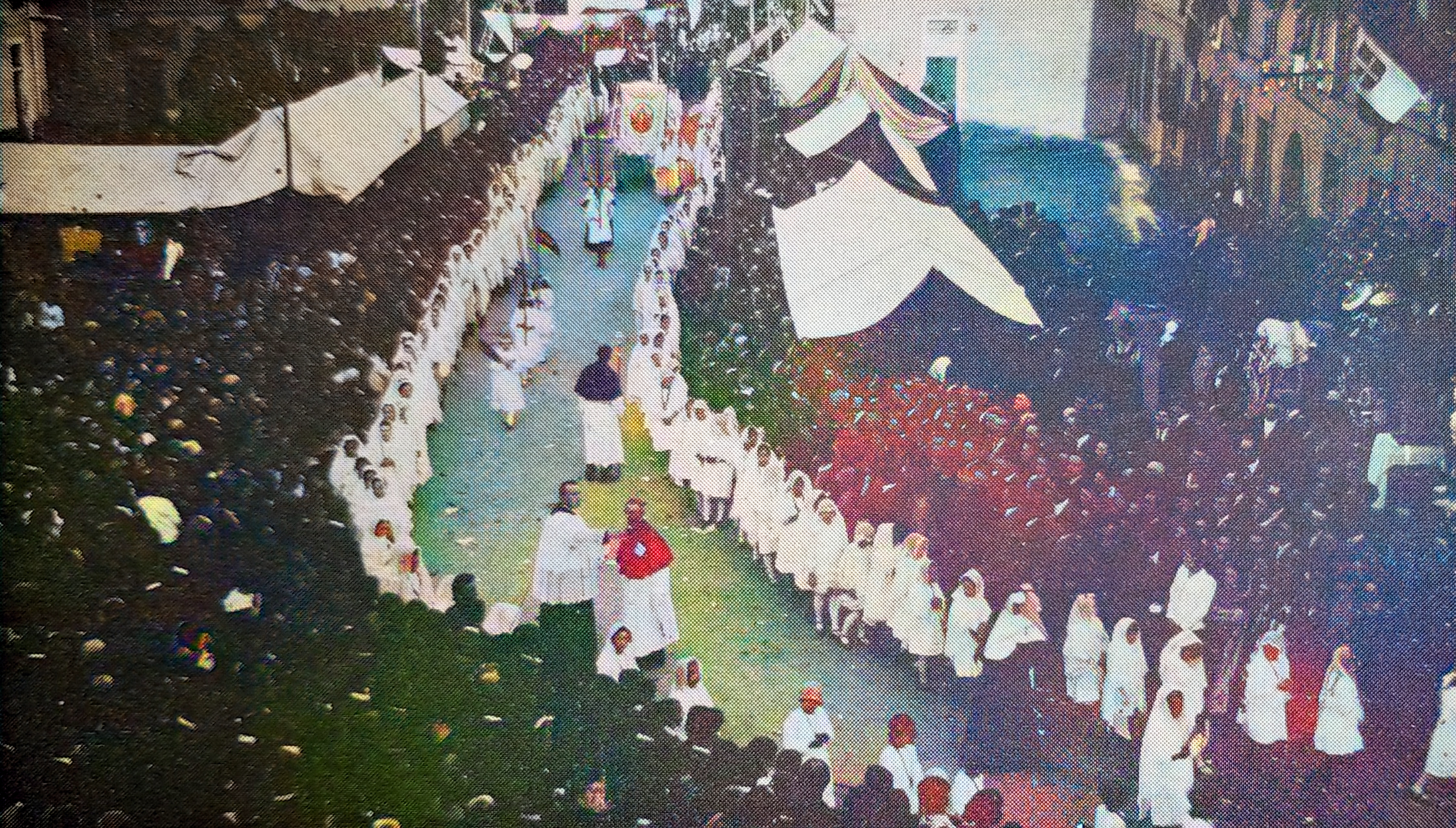
La processione in piazza IV Novembre per il centenario della traslazione da Como del crocifisso miracoloso nel 1927

Dal 1919 Cesate si dimostrò fin da subito una roccaforte elettorale del Partito popolare italiano di don Sturzo (precursore della DC). 
Quando, alle elezioni politiche del 1924, a Cesate vinse il PPI le camicie nere di Musocco decisero di intraprendere un'azione punitiva attaccando il locale circolo cattolico "Sant'Alessandro" e causando la morte di una persona.
La vocazione antifascista dei cesatesi ebbe il proprio ruolo anche durante la seconda guerra mondiale quando a Cesate si andò a formare un ampio gruppo partigiano. Cesate era allora sotto la giurisdizione della 183ª Brigata Garibaldi (comunista) e della 16ª Brigata del Popolo (cattolica).
Il paese fu teatro, nel novembre del 1944, di una retata delle Brigate nere di Bollate volta a sgominare la presenza partigiana nella zona. I partigiani riconosciuti furono radunati nella Curt Noeva e da lì trasferiti prima a Milano, poi a Bolzano e infine al campo di concentramento di Mauthausen, dove dal 1971 è presente una targa a ricordarli.

### Simboli

Lo stemma di Cesate

Lo stemma e il gonfalone sono stati concessi con regio decreto del 3 giugno 1937.
La composizione dello stemma con l'albero e il prato si rifà all'aspetto naturalistico del territorio comunale ricco di prati, boschi e brughiere. La figura delle due zampe di aquila è tratta dallo stemma della famiglia de Cixate, riprodotto nello Stemmario Trivulziano (di rosso, a due artigli alati d'argento, armati di nero, quello di destra rivoltato). Fino al 2013 nello stemma era presente un capo di rosso porpora con un ramo d'ulivo e uno di quercia che un tempo circondavano il fascio littorio, residuo del capo del littorio, ornamento obbligatorio di tutti gli stemmi di enti pubblici italiani fino alla caduta del Fascismo.
Il gonfalone è un drappo di azzurro.

### Onorificenze
Il 25 aprile 1991 il presidente della Repubblica Francesco Cossiga ha insignito il comune di Cesate della medaglia d'argento al merito civile, per il suo essere stato un attivo centro della Resistenza durante la Seconda guerra mondiale.

## Monumenti e luoghi d'interesse

### Edifici religiosi

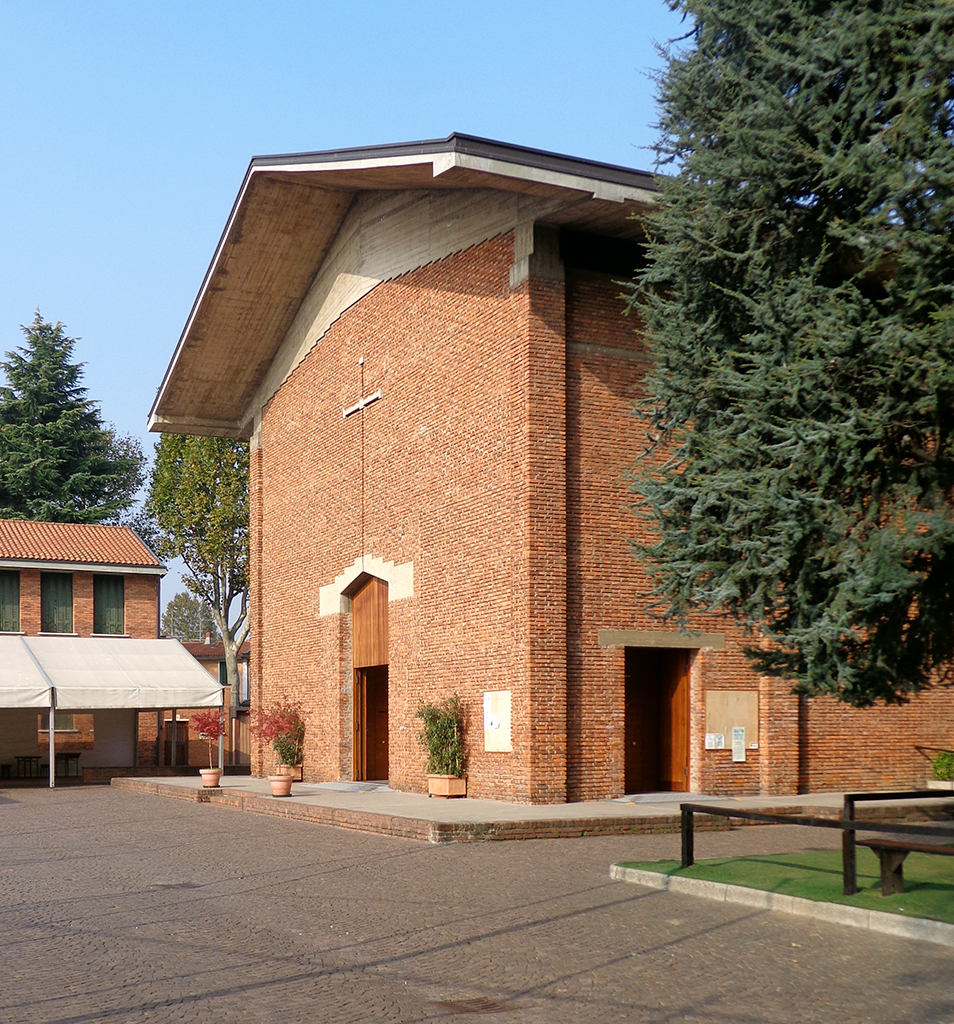
Chiesa di San Francesco d'Assisi

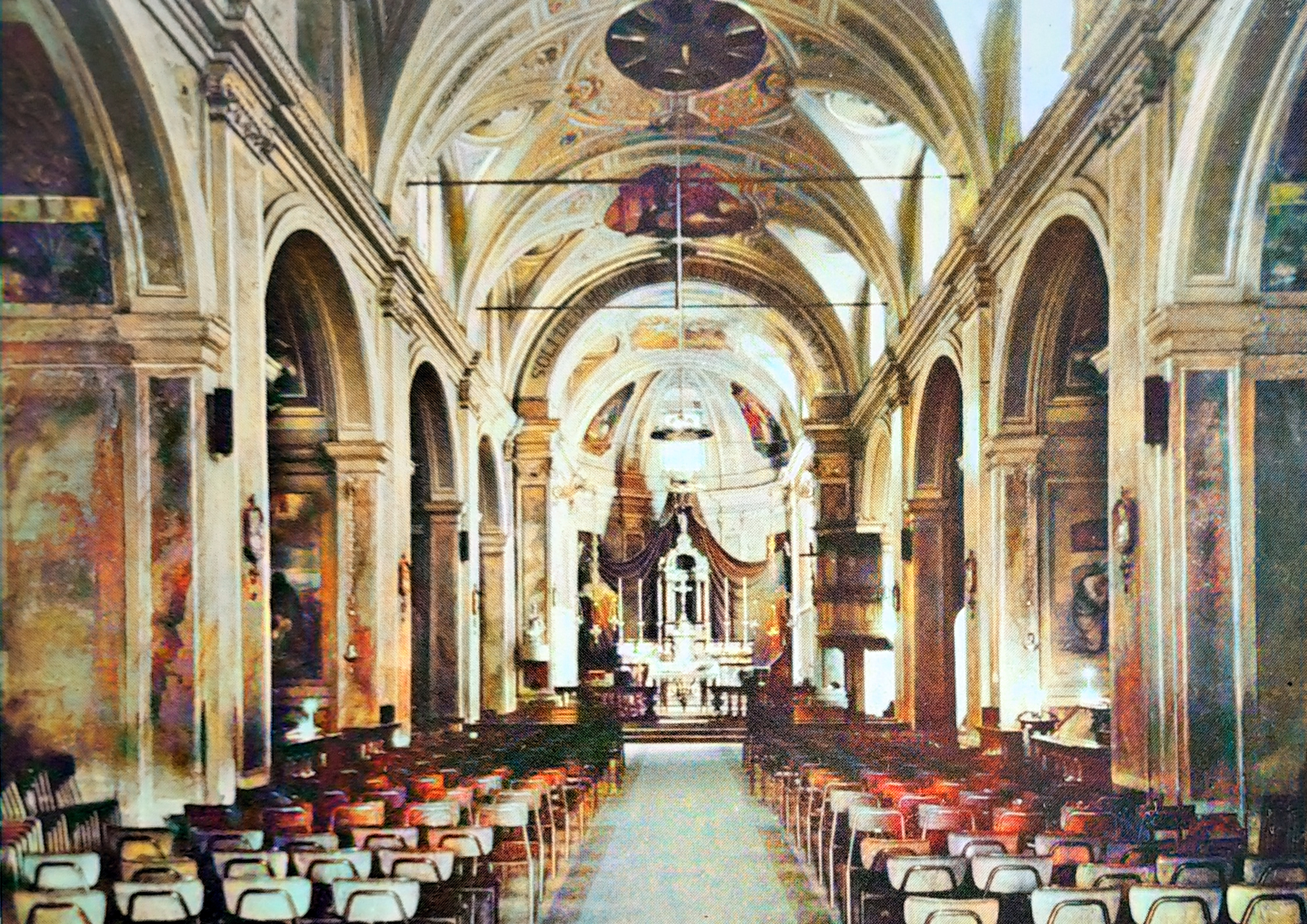
Interno della parrocchiale dedicata ai Santi Alessandro e Martino, prima dei lavori di adeguamento liturgico.

#### Chiesa dei Santi Alessandro e Martino
La chiesa parrocchiale dei santi Alessandro martire e Martino vescovo è la chiesa più importante del paese.
I lavori iniziarono nel 1619 nel sito di una precedente chiesa per concludersi nel 1793, sotto il parroco Giovanni Resnati; successivamente nel corso degli anni furono effettuate altre migliorie che ne modificarono molto l'aspetto e la grandezza.
Nel 1927 fu costruita la grande scalinata monumentale.
Al suo interno sono custodite le reliquie di alcuni santi arcivescovi milanesi e alcune tele del Beghé. Sulle pareti del presbiterio ci sono due grandi affreschi raffiguranti il martirio di Sant'Alessandro (parete sinistra) e San Martino che taglia il mantello per darlo al povero (parete destra). Nell'abside sono rappresentati invece i due santi patroni di Milano: San Carlo Borromeo e Sant'Ambrogio.
In una cappella laterale è custodito un crocifisso ligneo del Quattrocento traslato da Como nel 1827.

#### Chiesa di Santa Maria delle Grazie
Santuario mariano di pianta quadrata eretto agli inizi del XVII secolo in piazza IV novembre al posto di una precedente chiesa.
Al suo interno è custodita la pala d'altare con la Vergine Maria e il preziosissimo affresco della Madonna del Latte (riconducibile a un discepolo di Bernardino Luini) venerata per secoli dalle madri del luogo. 
Nel 1971 vi è stata posta una tela quattrocentesca raffigurante la Madonna con bambino benedicente e i santi Bernardino e Rocco, fino ad allora posta nella Casa Caravaggio.
Dipende dalla Parrocchia dei Santi Alessandro e Martino.

#### Chiesa di San Francesco d'Assisi
La chiesa di San Francesco d'Assisi si trova nel quartiere INA-Casa, a ridosso della linea ferroviaria. L'edificio fu costruito nel periodo tra il 1957 e il 1958 per servire il nuovo quartiere che si andava a costituire in quella che, fino ad allora, era stata piena campagna.
In stile romanico-lombardo, fu progettata dagli architetti Ignazio Gardella e Anna Maria Castelli. 
Possiede una sola navata, non ha finestre ma riceve luce da alcune fessure a forma di croce scavate nel muro.
La chiesa fu consacrata dall'allora arcivescovo di Milano Giovanni Battista Montini (futuro papa col nome di Paolo VI, oggi venerato come santo dalla Chiesa cattolica) il 26 ottobre 1958, dopo un anno di lavori per la costruzione.

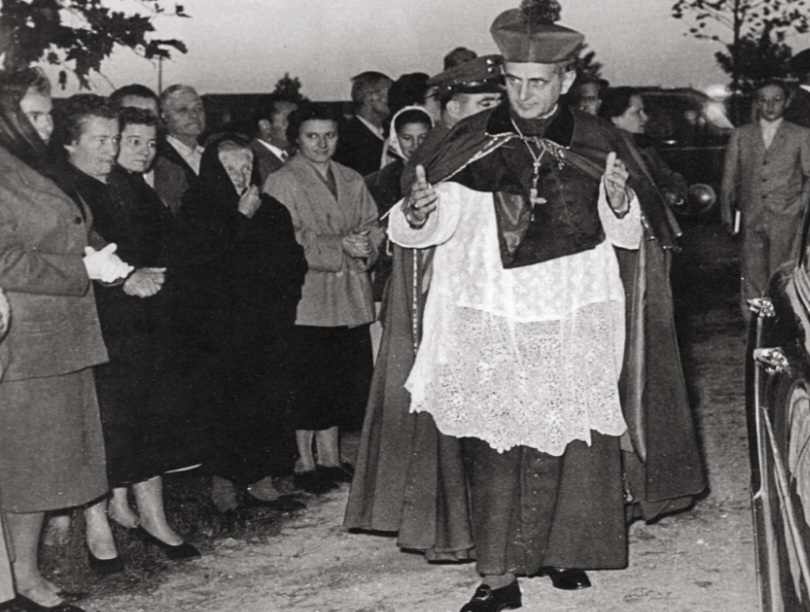
L'arcivescovo di Milano Giovanni Battista Montini (futuro Papa Paolo VI) arriva al Villaggio INA per consacrare la nuova chiesa di San Francesco il 26 ottobre 1958

All'interno è presente L'Ultima Cena di Alessandro Nastasio, intagliata nel legno, e delle tavole intagliate raffiguranti le quattordici stazioni della Via Crucis.

#### Altri edifici
Chiesa di San Rocco.

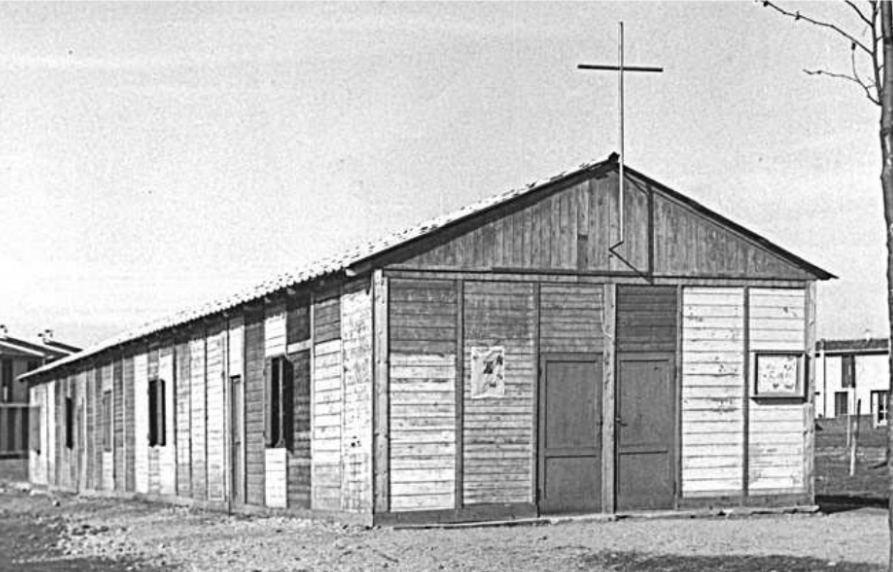
"La Baracca", prima chiesa del Villaggio INA, dedicata a San Giuseppe.

Questa chiesa compare nel resoconto della visita pastorale di Carlo Borromeo, avvenuta a Cesate nel luglio 1573. Non si conosce il luogo esatto in cui sorgesse. Carlo Borromeo, vedendola in rovina, dispose che non si dicesse messa fino a quando non fossero stati eseguiti i suoi ordini di ristrutturazione. Venne abbattuta in seguito.
La Baracca.
Piccola cappella in legno, fu la prima chiesa del villaggio INA, divenne chiesa parrocchiale il 1 luglio 1956.
Fu costruita alla fine del 1955 e benedetta il 12 febbraio 1956. Fu distrutta da un uragano il 24 giugno 1957, per essere ricostruita sempre in legno e fungere da cappella provvisoria durante i lavori di costruzione della nuova parrocchiale.
L'altare maggiore in legno, fabbricato in Pescate, sul quale celebrò messa l'arcivescovo Montini, è stato poi trasportato nella nuova parrocchiale, dov'è ancora oggi.

### Cascine

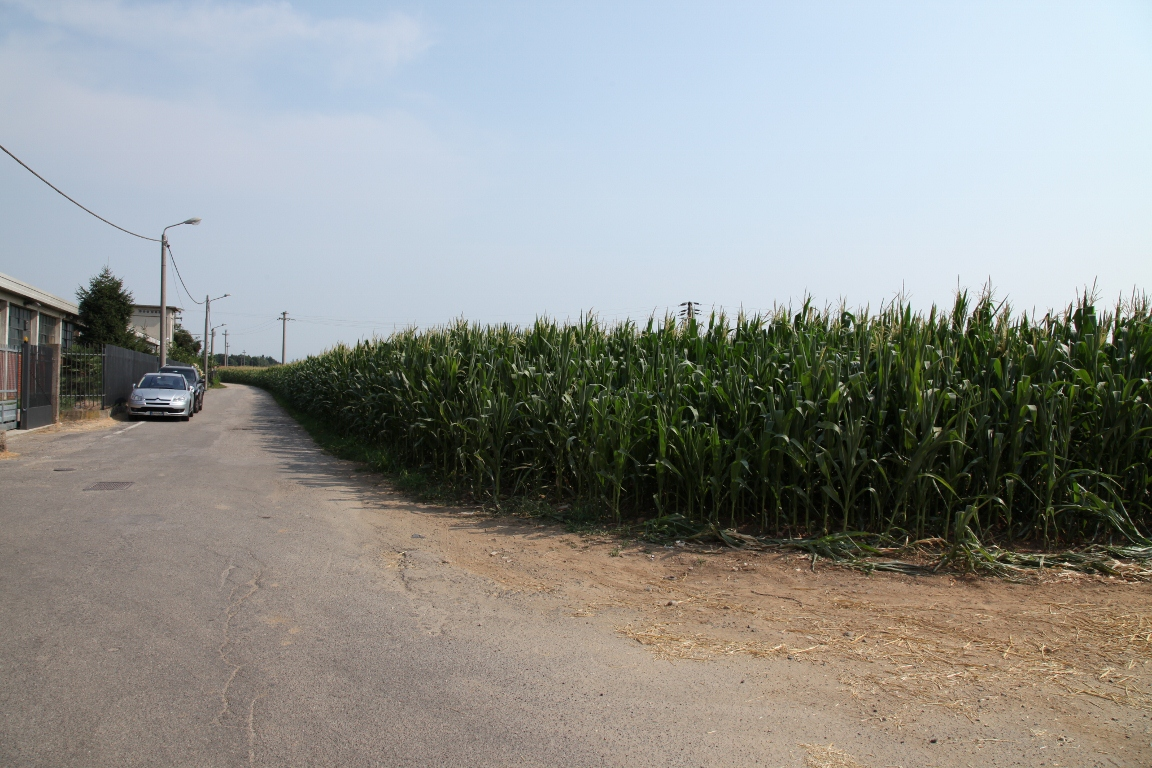
Strada nella zona agricola vicino alla Cascina Selva

Edifici agricoli tipici della campagna rurale milanese. A Cesate ce ne sono due storiche:

#### Cascina Biscia
Cascina Biscia fu costruita agli inizi del XVIII secolo nella campagna verso Garbagnate per ospitare i lavoratori della cava di laterizi aperta nella zona dal marchese Francesco Gozzi e poi definitivamente chiusa nel 1915. Ai confini del centro urbano, oggi è in parte conurbata con esso (due lati su quattro); prende il nome dal vicino boschetto di castagni.

#### Cascina Selva
Non si conosce l'esatto periodo di costruzione, avvenuta nel XIX secolo. Situata all'incrocio tra la strada comunale della Selva e la strada Fauda, è ancora separata dal centro abitato.

### Altro
Altri monumenti e luoghi di interesse a Cesate sono:
- Parco delle Groane e della Brughiera Briantea.
- Laghetto "Manué", Parco delle Groane presso via per Senago.
- Croce dell'abbattuto lazzaretto di Sant'Erasmo (1720), via Roma angolo via Aldo Moro.
- Curt dal Sacrista, corte rurale (XVIII secolo), via Carlo Romanò.[14]
- Curt dal Giuanela, corte rurale ed ex sede comunale (XVIII secolo), via Municipio Vecchio. [15]
- Curt dal Mudestin, corte rurale (XVIII secolo), via dei Martiri angolo via Andrea Caravaggio.[16]
- Case operaie dell'ex Cotonificio Poss (1901), via Roma.[17]
- Quartiere residenziale Villaggio INA-Casa (1952-1958), progettato dagli architetti Franco Albini, Ignazio Gardella, Gianni Albricci, Enrico Castiglioni e da quelli del gruppo BBPR.[18]
- Quartiere residenziale INA-Casa per i dipendenti dello stabilimento Alfa Romeo di Arese detto Villaggio Alfa-Romeo (1961), progettato da Cesare Bianchi, situato in via Italia.[18]
- Monumento alla Resistenza (1990) dello scultore Ivo Soldini, piazza XXV Aprile.

## Società

### Evoluzione demografica
Abitanti censiti

### Etnie e minoranze straniere
Al 1º gennaio 2023 gli stranieri residenti a Cesate con regolare permesso di soggiorno erano 1195, pari a circa l'8,4% della popolazione residente. Le nazionalità più rappresentate erano:
1. Romania, 269
2. Pakistan, 130
3. Albania, 90
4. Marocco, 80
5. Egitto, 75
6. Ucraina, 70
7. Perù, 69
8. Ecuador, 39
9. Cina, 37
10. Senegal, 35

### Lingue e dialetti
A Cesate la lingua parlata è l'italiano. È anche piuttosto diffuso il dialetto milanese nella sua variante locale, influenzato dalla prossimità con la Brianza e Comasco.
Di seguito alcuni modi di dire specificatamente cesatesi:
- Baciòch: il batacchio della campana, utilizzato come sinonimo di "stupido" o "ingenuo" e come soprannome scherzoso dato agli abitanti di Garbagnate.
- Bagiaròt o Bagianòt: derivati dal termine bagiana (it. vagina). Il primo utilizzato come sinonimo di "effeminato" e il secondo come sinonimo di "panzone" oppure "fannullone". Sono usati come soprannomi per gli abitanti di Caronno.
- Leguaràt: la lepre, sinonimo di "persone veloce". Soprannome dei limbiatesi.
- Campé: il sottoposto del fattore nell'amministrazione fondiara delle Stelline a Cesate, diventato in seguito sinonimo di "spia" o "leccapiedi".
- Regiù: anziano capo-corte. Nei cortili dove vivevano più famiglie imparentate tra loro era lui (di solito il più anziano) a prendere le decisioni e a provvedere ai bisogni di tutti. Sua moglie era detta Regiura.

L'uso di soprannomi per indicare gli abitanti dei paesi limitrofi fu abbastanza diffuso fino agli anni Cinquanta. Quello dei cesatesi era buscit (it. vitello) oppure boeu (it. bue).
Dell'origine del soprannome "boeu" sono state date due ipotesi.
La prima prende spunto da una disavventura (modificata in certi tratti tanto da divenire una vera e propria leggenda popolare) vissuta da un gruppo di cesatesi inviati, nei primi anni dell'Ottocento, dal parroco a Milano a prelevare un turibolo. Pare che il gruppo, non sapendo cosa fosse un turibolo ma immaginandoselo certo come qualcosa di pesante e ingombrante armò per il viaggio un carro con otto buoi, scoprendo solo giunti in città, tra il riso generale, che si trattasse di un semplice e piccolo incensiere.
La seconda ipotesi, meno creduta, è che un tempo i cesatesi dedicassero ai loro buoi parecchio tempo e cure, lasciandoli vagare indisturbati per il paese o adoperandoli addirittura per recarsi a messa. Secondo quanto racconta questa diceria, la chiesa parrocchiale sarebbe stata costruita sopraelevata rispetto alla strada e con una grande scalinata proprio per evitare che i buoi iniziassero a vagare anche all'interno dell'edificio sacro.
Il dialetto è anche utilizzato per i nomi delle corti nel centro storico. Questi derivano dai nomi propri o dalle caratteristiche dei loro abitanti (Curt dal Picoss "corte del Picozzi", Curt dal Sinell "corte del Sinelli") dalle attività che in essa venivano praticate (es. Curt del Macelar "corte del macellaio", Curt di Torr "corte dei tori", in quanto in essa c'era la stazione di monta delle vacche) o anche da alcune caratteristiche proprie della corte (es. Curt Noeva "corte nuova" o "Curt dal Cereghèt" "corte del caminetto").

### Religione
La maggioranza della popolazione è cristiana cattolica. In Cesate hanno sede due parrocchie cattoliche, dal 3 novembre 2019 unite nella Comunità pastorale San Paolo VI: la parrocchia dei Santi Alessandro e Martino (XII sec.) e quella di San Francesco d'Assisi (1958). Entrambe le parrocchie fanno parte dell'arcidiocesi di Milano (decanato di Bollate) e seguono il rito ambrosiano nelle celebrazioni liturgiche.
Il santo patrono è Sant'Alessandro martire e il giorno in cui ne ricorre la memoria liturgica (26 agosto) è considerato festivo anche agli effetti civili.

### Tradizioni e folclore

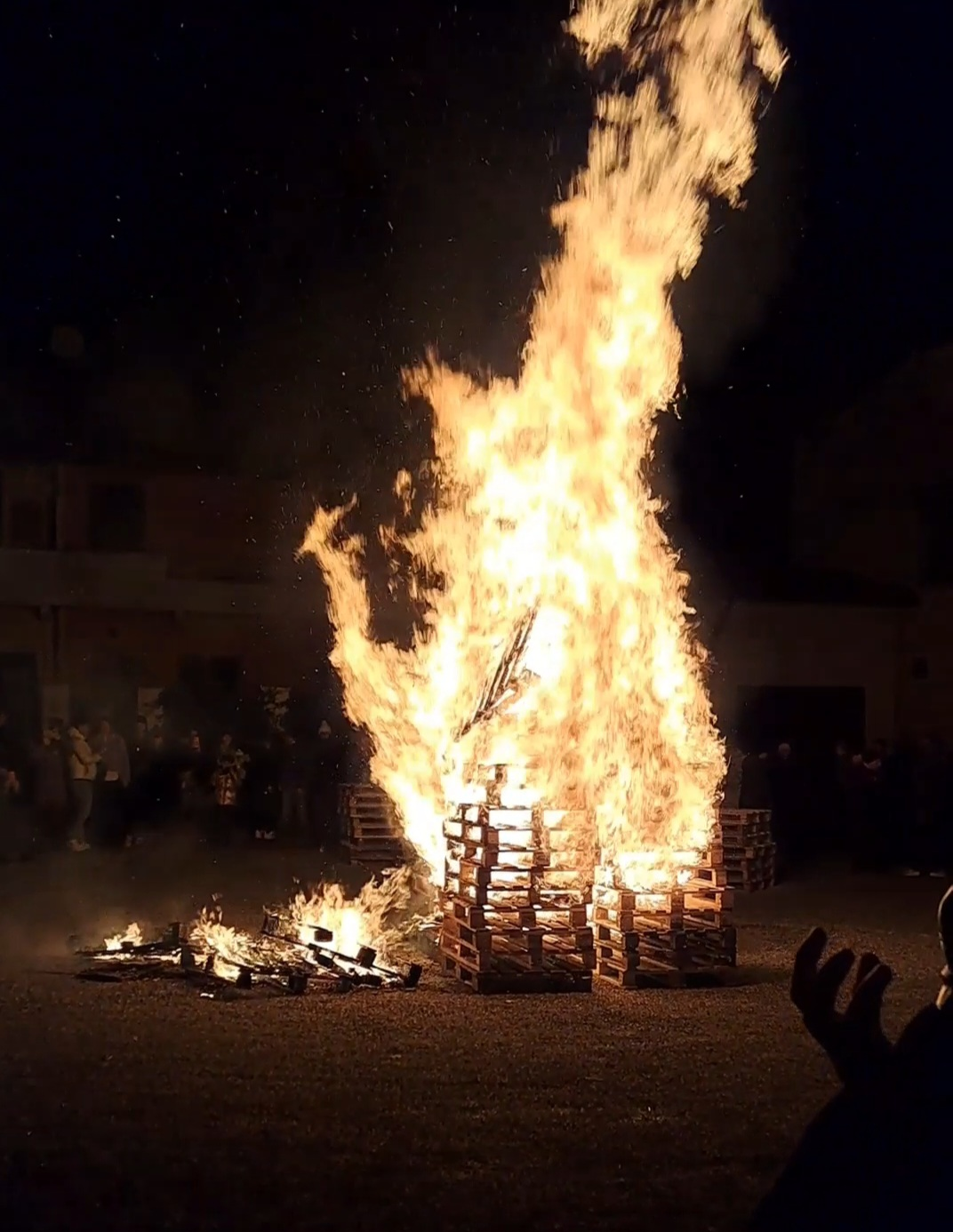
Falò di Sant'Antonio 2024.

Durante l'anno si svolgono le seguenti manifestazioni tradizionali, molte di carattere religioso:
- 17 gennaio: Falò di sant'Antonio nel cortile principale della Cascina Biscia.
- Carnevale ambrosiano: Sfilata di carri per il paese il sabato grasso organizzata dal Comune con le associazioni.
- Mese di maggio: Mese tradizionalmente dedicato alla Vergine Maria, tra le celebrazioni più importanti c'è la processione mariana per le strade della località Biscia, che avviene l'ultima domenica del mese.
- Corpus Dominii: Processione eucaristica per le strade del paese.
- Primo fine settimana di settembre: Festa patronale di Sant'Alessandro. Tre le tradizioni vi sono i mercatini in via Carlo Romanò, la fiaccolata e un punto ristoro in Oratorio. Celebrazioni molto partecipate sono il Palo della Cuccagna (tradizione tipica della campagna milanese) nel pomeriggio della domenica e la processione del Crocifisso miracoloso la sera. In occasione della patronale l'amministrazione comunale conferisce ad alcuni cittadini benemeriti le Civiche Benemerenze nel cortile della biblioteca comunale.
- Domenica successiva il 4 ottobre: Festa di San Francesco d'Assisi. Festa patronale del Villaggio, tra le tradizioni vi è il mercatino lungo via Giovanni XXIII.

Ogni giovedì mattina è il mercato comunale, che si svolge in piazza della Pace.

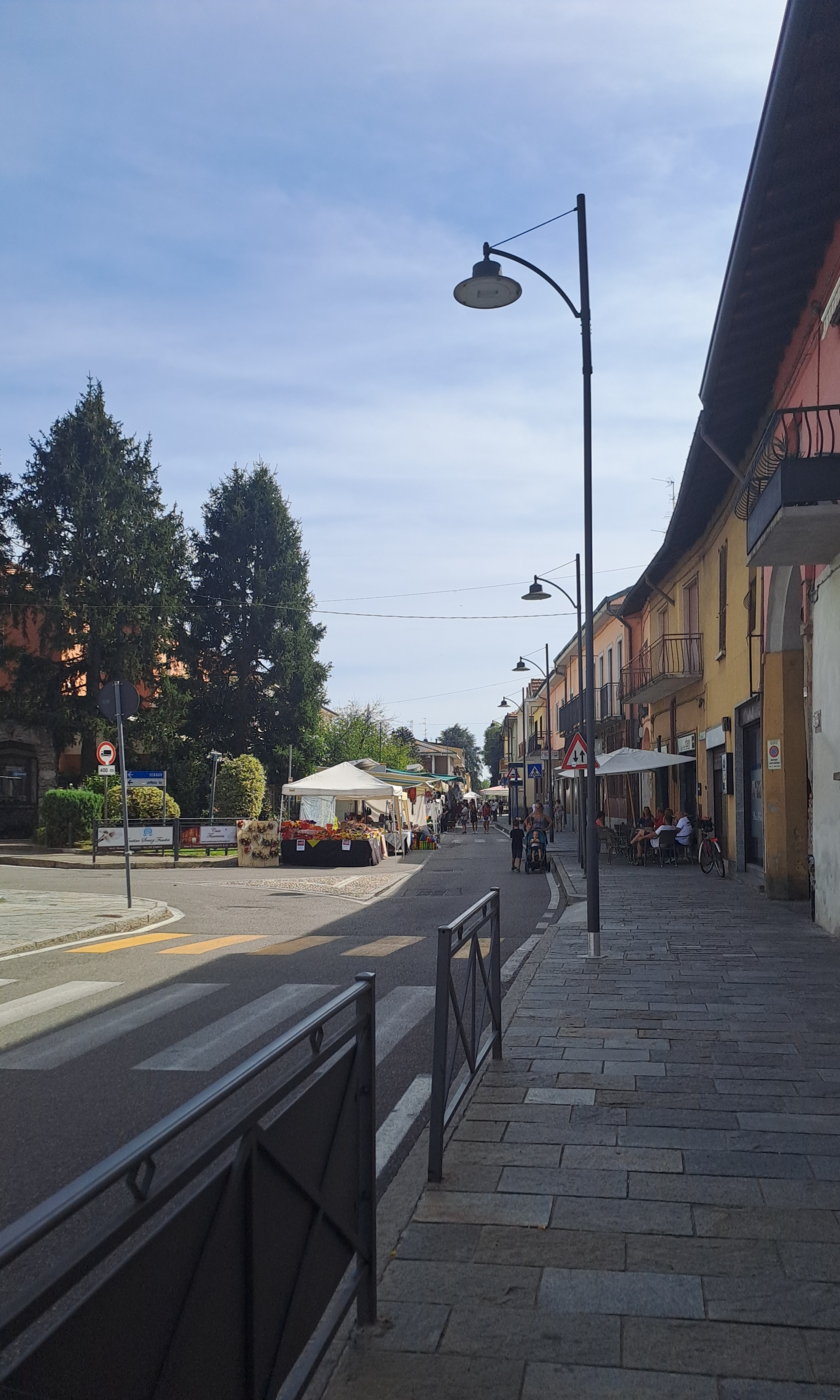
Parte dei mercatini per la patronale del 2023.

Altri eventi sono la festa dello Street Food (fine maggio), i mercatini di primavera e di Natale e le sagre estive organizzate dalle diverse associazioni: Banda in Festa (organizzata dal Corpo musicale "Vincenzo Bellini), Festa in Viola (organizzata dalla sezione locale della Croce Viola) e il cosiddetto Ora-Sport (che si svolge lungo tutto il mese di giugno e che prevede, oltre al servizio di cibo, tornei amatoriali di calcio, basket e pallavolo).
Dal 1984 fino agli anni 2000 veniva organizzato il Palio dei Rioni in cui i quattro "rioni" in cui era stata divisa la Parrocchia di Sant'Alessandro (Poss, Manuè, Fupun e Selva) si sfidavano in diverse discipline. Per due edizioni furono ammesse alla competizione anche i due rioni della Parrocchia di San Francesco (Villaggio e Biscia).
Tra le altre tradizioni non più osservate vi è l'antichissima Asta del letame: in un giorno prefissato tutti i contadini del paese portavano un po' del loro letame in piazza IV Novembre, dove veniva battuto all'asta come concime. I proventi venivano poi spesi per il mantenimento del Santuario. Fu vietata agli inizi del XX secolo dall'autorità in quanto considerata un pericolo per l'igiene pubblica.

## Geografia antropica

### Urbanistica
Fino a metà del XX secolo l'abitato di Cesate si sviluppava unicamente lungo la via Maggiore (strada che cambierà nome in via Vittorio Emanuele e poi, nel dopoguerra, in via Carlo Romanò) e in un paio di strade
vicine situate poco più ad est (via dei Martiri, via Caravaggio e via Dante).
Il vero cambiamento fu la costruzione del nuovo quartiere INA-Casa, avvenuta tra il 1952 e il 1958, tra il nucleo del centro storico e la linea ferroviaria. L'individuazione della campagna cesatese come sito adatto alla costruzione fu dettato dalla sua posizione favorevole, trovandosi a nord del Canale Villoresi e vicino a una ferrovia (e quindi facilmente raggiungibile dalla città).
Il piano, che prevedeva in origine un centinaio di appartamenti e non un intero villaggio, fu fin da subito osteggiato dal sindaco Giuseppe Picozzi e dai proprietari terrieri che rifiutarono le offerte avanzate dall'INA per l'acquisto. Dopo vari ricorsi dei e l'invio fallimentare di una delegazione cesatese a Roma, l'ostilità verso il progetto fu superata con l'esproprio dei terreni grazie a un decreto dell'allora prefetto di Milano.
ll quartiere INA fu così costruito, seguito poi dal quartiere Alfa-Romeo (costruito sempre dall'INA-Casa nei primi anni 60, tra la linea ferroviaria e il Rione Biscia) e dal "condominio Stazione" (costruito all'inizio della via Italia ma a est delle FNM).

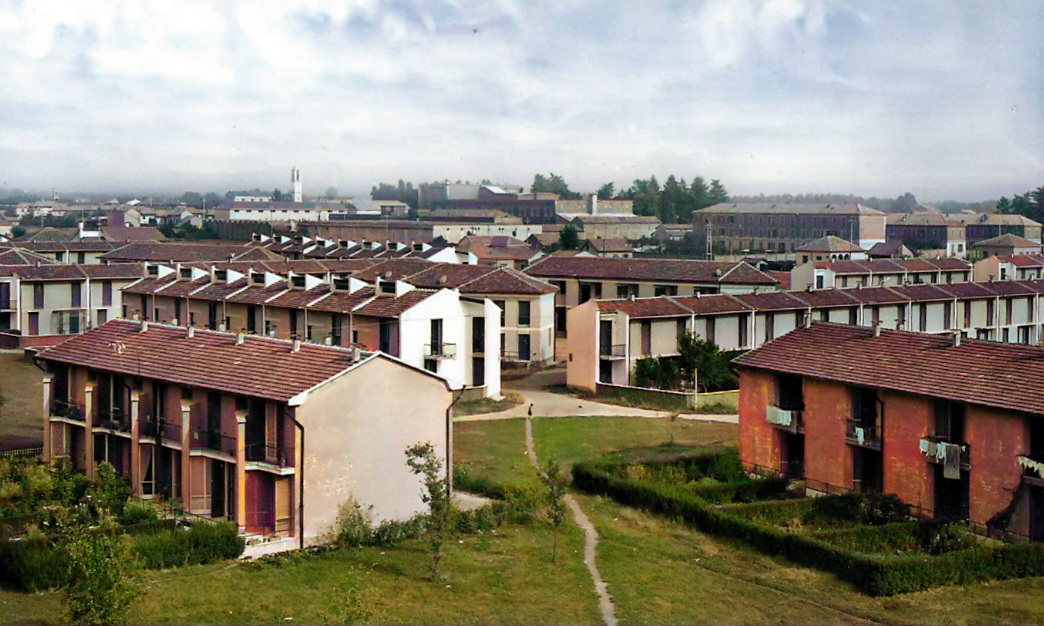
Il quartiere INA-Casa appena ultimato, sullo sfondo Cesate Vecchio.

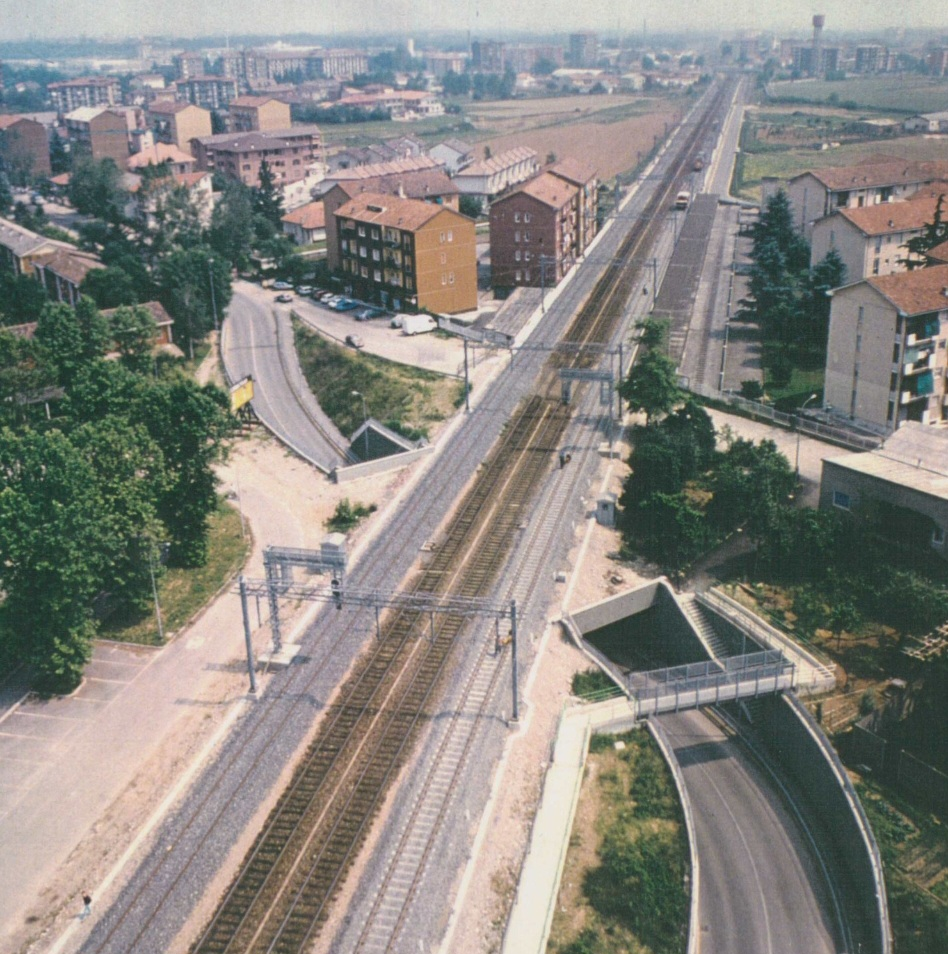
La linea ferroviaria Milano-Saronno nel 1990, appena ultimati i lavori di raddoppio. Si nota il nuovo sottopassaggio in sostituzione del passaggio a livello di via Italia.

Altra espansione del centro abitato, dopo un decennio, avvenne negli anni 1990-2000, grazie anche all'attivazione del quadruplicamento della linea Milano-Saronno (iniziato nel 1985 proprio a Cesate) che rese il paese meglio collegato al capoluogo regionale e all'Aeroporto di Milano-Malpensa (collegamento Malpensa Express).

### Località e frazioni

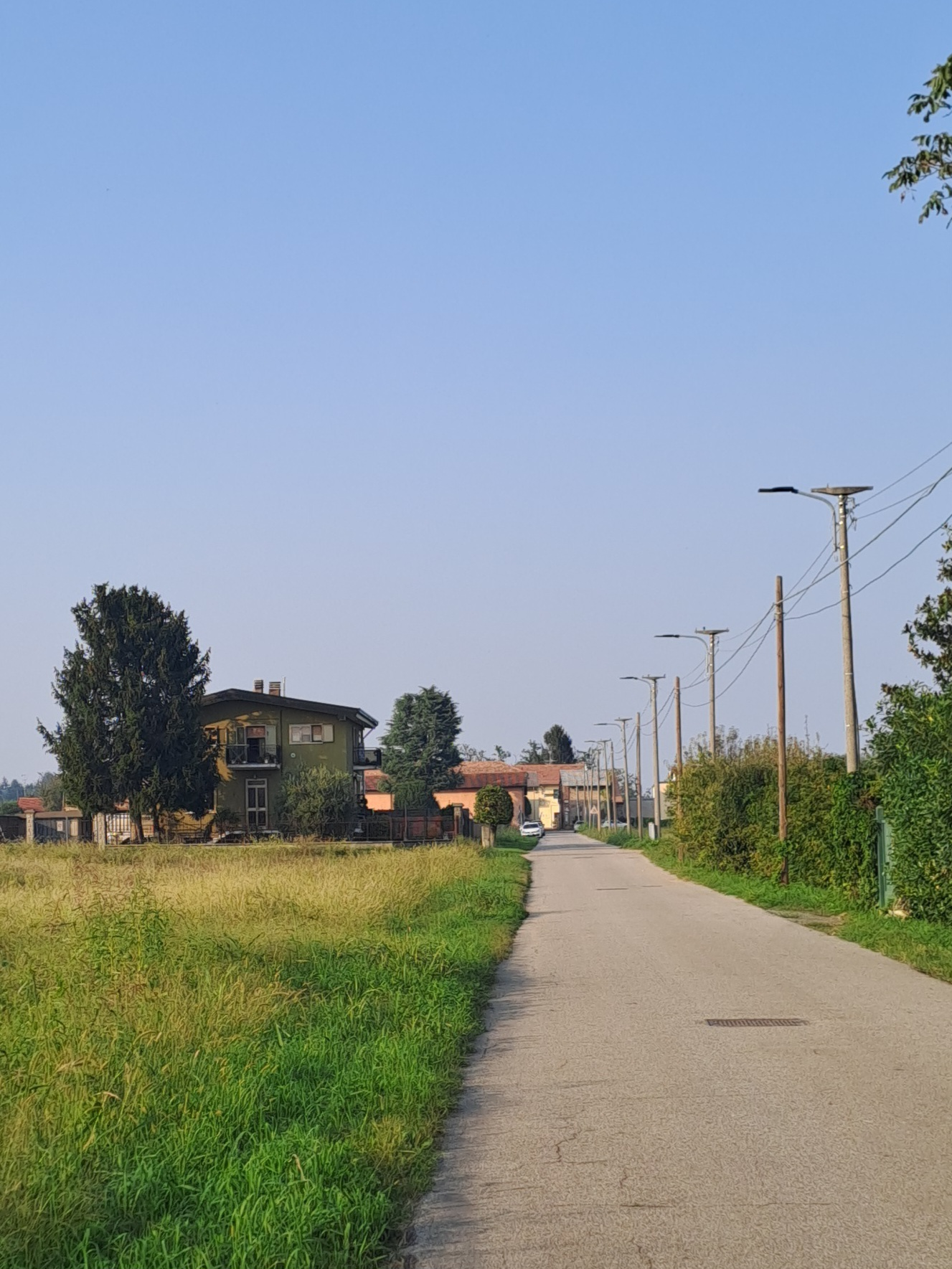
La Cascina Selva

Lo statuto comunale non riconosce l'esistenza di frazioni nel territorio.
L'ISTAT riconosce però le località abitate di Cascina Selva e Resegone-San Primo, (entrambe situate nell'area agricola tra Cesate e Solaro) e di Cascina Biscia (area del centro urbano situata a sud delle Ferrovie Nord e sviluppatasi attorno all'antica cascina omonima e alle vie Manzoni e Leopardi).

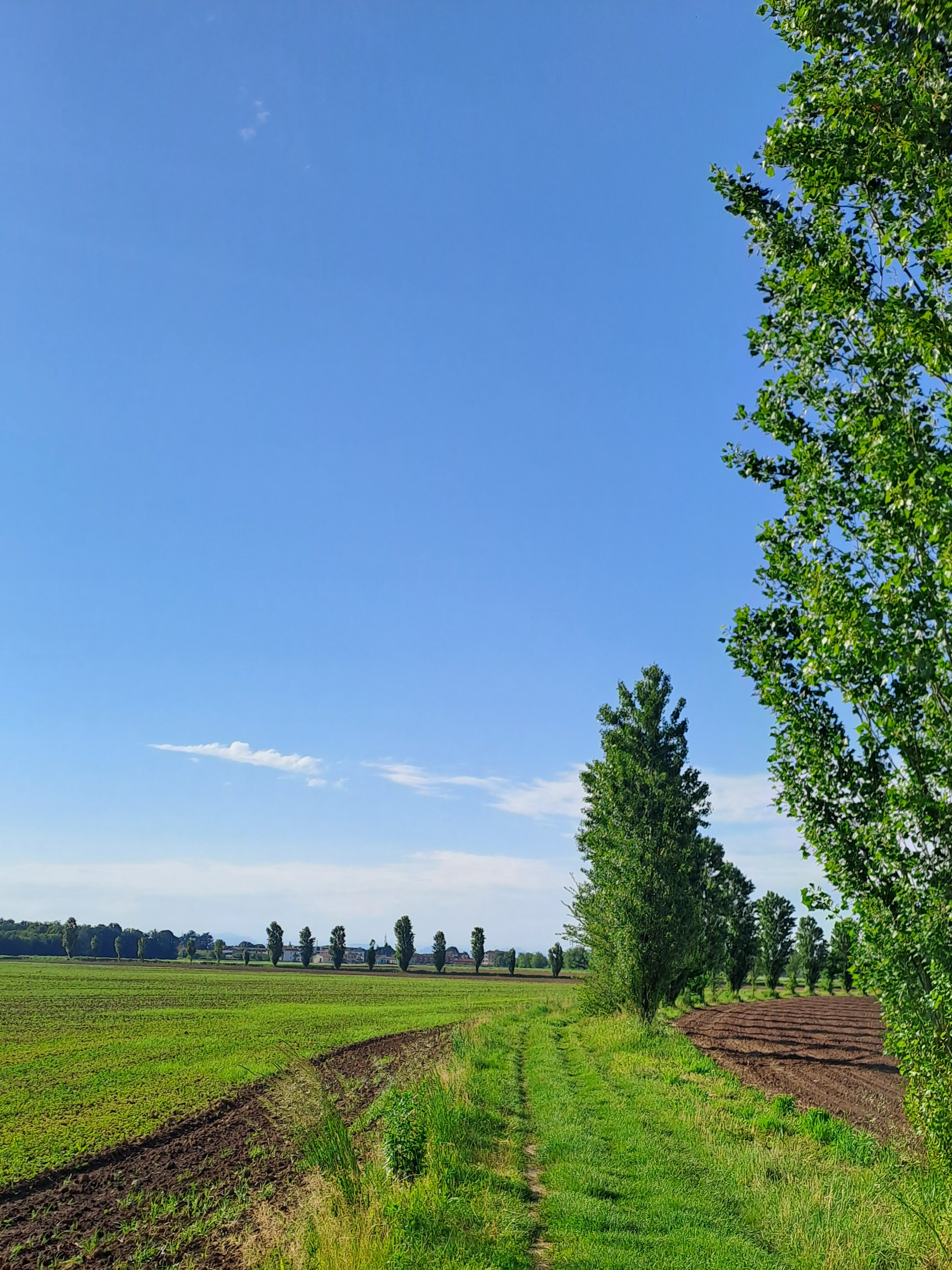
Località agricola Bulòn, tra Cesate e Solaro, vista lungo la strada vecchia per Solaro (oggi solo un sentiero)

Esistono anche alcuni toponimi storici che fanno riferimento a luoghi (non località abitate) situati nelle aree agricole oppure nella pineta. 
Queste località sono: Bulòn, Campèl, Lazzaretto, San Pietro, Campo al Frate e I Ronchi (agricole) e Accampamento, Baraggia, Casa Romagna, Riservino, Tozza, Fontane, Manuèl, Brughiere del Laghetto e Brughiere del Nirone (nei boschi)

## Infrastrutture e trasporti

### Ferrovie

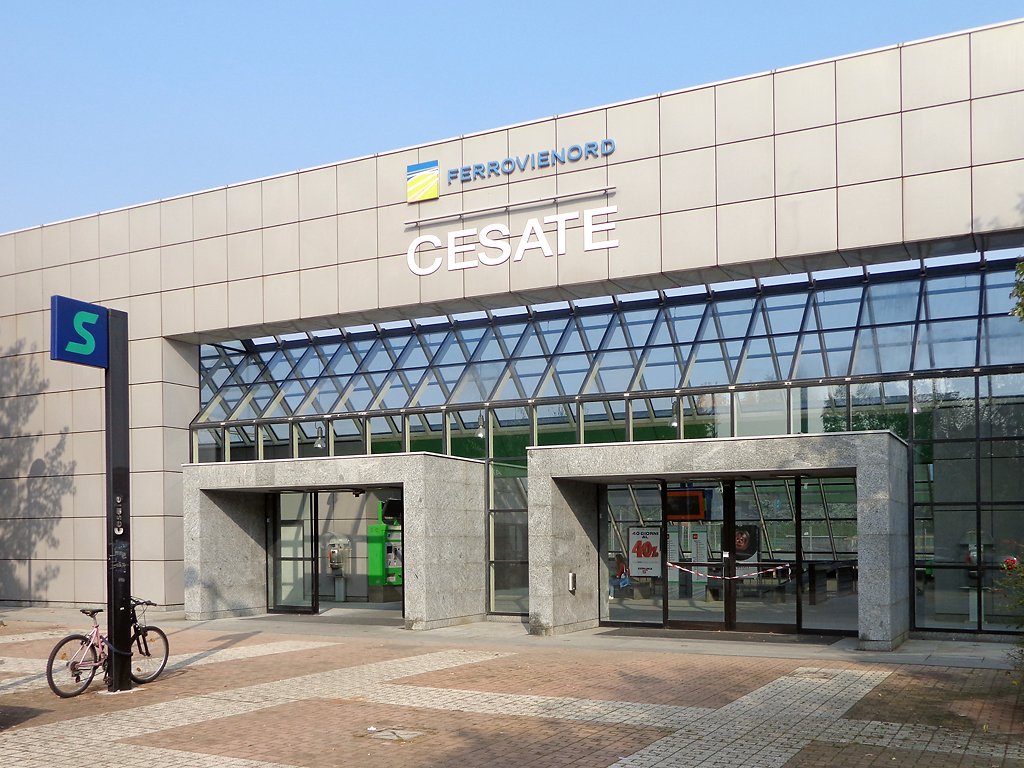
La nuova stazione delle Ferrovie Nord Milano, inaugurata nel 1988

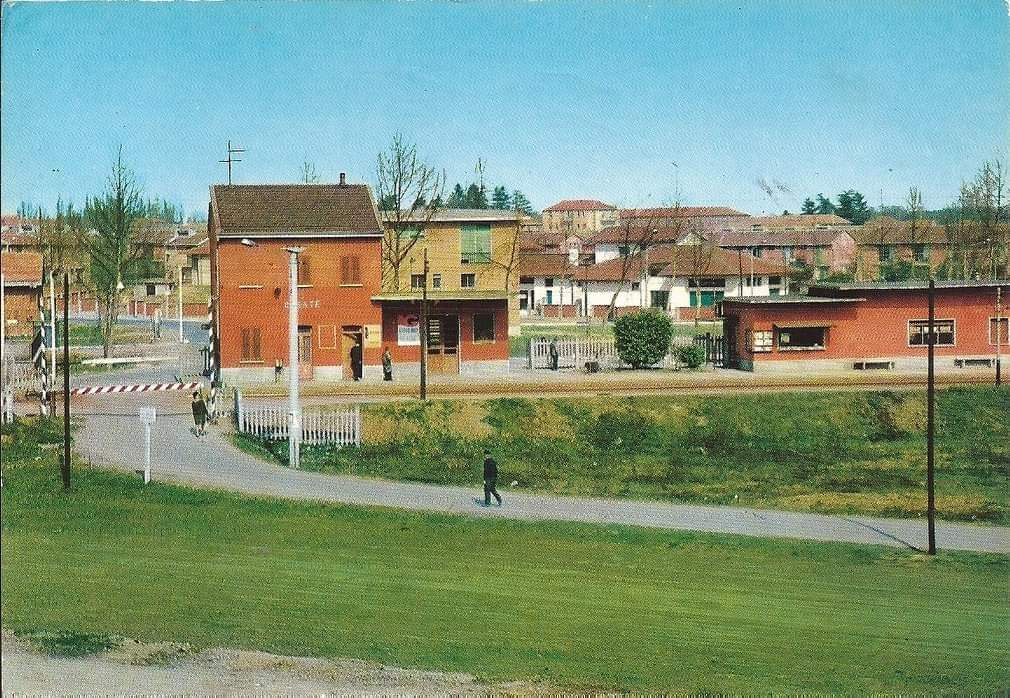
La vecchia stazione in via Venezia, davanti alle scuole.

Sul territorio comunale è ubicata la stazione di Cesate di proprietà di FerrovieNord (società del gruppo FNM), posta sulla ferrovia Milano-Saronno e servita dalle linee S1 (Saronno - Milano Passante - Lodi) e S3 (Saronno - Milano Bovisa - Milano Cadorna) del Servizio ferroviario suburbano di Milano. Entrambe le linee sono gestite dalla società Trenord.

### Autolinee
Il comune è attraversato dall'autolinea Z114, gestita da Airpullman, che lo collega ai comuni limitrofi. Le stazioni paesano sono 5 e sono tutte ubicate lungo l'asse viario della strada provinciale 133 (via Roma/via Romanò/via Battisti/via Trento/via dei Martiri/via Verdi).
- Linea Z114 Saronno FNM (S1, S3, S9, R e MXP) - Solaro - Cesate - Garbagnate FNM (S1, S3, S13) - Senago - Palazzolo Milanese FNM (S2, S4)

In orario scolastico le fermate cittadine sono anche servite dalle autolinee scolastiche Z182, Z192, Z193, Z196 che collegano Cesate e i comuni limitrofi ad alcuni istituti scolastici superiori vicini.
- Linea Z186 Solaro fraz. Villaggio Brollo - Solaro - Cesate - Garbagnate FNM - Senago - Paderno Dugnano - Cassina Nuova - Bollate Istituti
- Linea Z192 Solaro fraz. Villaggio Brollo - Solaro - Cesate - Garbagnate FNM - Arese - Rho Istituti
- Linea Z193 Limbiare fraz. Pinzano - Limbiate - Solaro - Cesate - Garbagnate FNM - Arese Istituti
- Linea Z196 Limbiate - Solaro - Cesate - Garbagnate FNM - Arese Istituti

## Amministrazione
| Periodo       | Periodo       | Primo cittadino               | Partito                                              | Carica                    | Note |
| ------------- | ------------- | ----------------------------- | ---------------------------------------------------- | ------------------------- | ---- |
| 1946          | 1951          | Picozzi Giovanni              |                                                      | Sindaco                   |      |
| 1951          | 1956          | Cattaneo Giuseppe             |                                                      | Sindaco                   |      |
| 1956          | 1963          | Galli Pietro                  |                                                      | Sindaco                   |      |
| 1963          | 1965          | Fittavolini Gianvalentino     |                                                      | Sindaco                   |      |
| 1965          | 1969          | Castelli Angelo               |                                                      | Sindaco                   |      |
| 1969          | 1970          | Poli Antonio                  |                                                      | Sindaco                   |      |
| 1970          | 1975          | Borroni Ettorina              | Democrazia Cristiana                                 | Sindaco                   |      |
| 1976          | 1980          | Santoni Mauro                 |                                                      | Sindaco                   |      |
| 1980          | 1981          | Veltri Nicola                 |                                                      | Sindaco                   |      |
| 1981          | 1990          | Poli Roberto                  | Partito Socialista Italiano                          | Sindaco                   |      |
| 1990          | 1993          | Bulzi Sergio                  | Lega Nord                                            | Sindaco                   |      |
| febbraio 1993 | luglio 1993   | Poli Roberto                  |                                                      | Sindaco                   |      |
| luglio 1993   | novembre 1993 | Cino Salvatore                |                                                      | Commissario straordinario |      |
| 1993          | 1997          | Manini Bruno                  | Lega Nord                                            | Sindaco                   |      |
| 1997          | 2002          | Giancarlo Bettaglio           | Lista civica di centro-sinistra                      | Sindaco                   |      |
| 2002          | 2007          | Roberto Giuseppe Della Rovere | Lista civica di centro-sinistra                      | Sindaco                   |      |
| 2007          | 2008          | Bulzi Sergio                  | Lista civica di centro-destra                        | Sindaco                   |      |
| 2008          | 2009          | Saccone Renato                |                                                      | Commissario straordinario |      |
| 2009          | 2014          | Roberto Giuseppe Della Rovere | Coalizione di centro-sinistra (PD-IDV-CIVICHE)       | Sindaco                   |      |
| 2014          | 2019          | Giancarla Marchesi            | Partito Democratico                                  | Sindaco                   |      |
| 2019          | 2024          | Roberto Vumbaca               | Coalizione di centro-destra (FI-LN-FDI-lista civica) | Sindaco                   |      |
| 2024          | in carica     | Roberto Vumbaca               | Coalizione di centro-destra (FI-LN-FDI-lista civica) | Sindaco                   |      |

## Sport

### Calcio
Le squadre di calcio paesane sono S.C. United, P.O. Cesatese.